# Boris Petrović-Njegoš
Boris Élliot Petrović-Njegoš (* 21. ledna 1980) je současným dědičným princem černohorského trůnu. Je členem černohorské královské rodiny a pochází z dynastie Petrovićů-Njegošů. Je uznávaným francouzským malířem a expertem na typografii.

## Život
Dědičný princ Boris, rodným jménem Boris Élliot Nikola Danilo Petrović-Njegoš, se narodil 21. ledna 1980 v Les Lilas u Paříže ve Francii jako druhý potomek a jediný syn Nikoly II. Petrovićce-Njegoše, korunního prince černohorského a korunní princezny Francine Navarro. Narození dědičného prince bylo pro královskou rodinu slavnostní událostí.
Boris navštěvoval soukromou uměleckou střední školu a později studoval na pařížské École nationale supérieure des arts décoratifs, jednu z nejprestižnějších francouzských grandes écoles, univerzitu designu a dekorativního umění. Zúčastnil se několika kurzů na uměleckých školách v Torontu, New Yorku, Praze a Londýně. Během studií se specializoval na tvorbu počítačové typografie.

## Manželství a děti
12. května 2007 si Boris Petrović-Njegoš v bazilice paláce Mafra nedaleko Lisabonu vzal portugalskou hraběnku Véronique Haillot Canas da Silva. Ta po svatbě získala tituly její královská výsost a velkovévodkyně Grahovská a Zetská a stala se po boku manžela dědičnou princeznou černohorskou. Boris se oženil na den přesně o dva roky dříve než jeho starší sestra princezna Altinaï. Mají dvě dcery:
- Milena Anna (* 11. února 2008)
- Antonie

## Vyznamenání
- Řád knížete Danila I.
- Řád Petrovićů-Njegošů
- Řád sv. Petra Cetinjského
- Řád sv. Mauricia a sv. Lazara